# Соціалізм або варварство (організація)
«Соціалі́зм або́ ва́рварство» (фр. Socialisme ou Barbarie) — французька ліворадикальна лібертарно-соціалістична група, що виникла невдовзі по закінченні Другої світової війни; однойменну назву мав її друкований орган. Назва організації походить від відомої фрази, використаної Розою Люксембурґ. Група існувала з 1948 по 1967 рік. Провідним учасником «Соціалізму або варварства» був Корнеліус Касторіадіс, також відомий як П'єр Шольє або Поль Кардан.
Головним напрямом діяльності групи була критика Радянського Союзу як форми «державного бюрократичного капіталізму», а також критика традиційного марксизму за його ідеологійну закостенілість у трактуванні капіталістичних та бюрократичних суспільств.
На думку учасників групи, Радянський Союз був не «деформованою робітничою державою», як вважав Лев Троцький, а становив новий тип суспільства — бюрократичний капіталізм. В основі нього лежала та ж експлуатація, нехай і без класичних законів буржуазної конкуренції, але з тими самими цінностями. Тому вони вважали, що ліві не повинні захищати СРСР. Державна власність коштом виробництва не лише веде до соціалізму, але й навпаки, може призвести до збільшення експлуатації та пригноблення, хоча досвід сталінізму показує регулярність зменшення тривалості робочого дня, з одночасним зниженням цін. Отже, головним злом були ієрархія та бюрократія. По обидва боки Берлінського муру влада належала бюрократам. Вони вважали, що революційна дія сьогодні може відбуватися лише в рамках автономізму. Устроєві СРСР група протиставляла ідеї робітничого самоврядування. Працівникам слід було організуватися в робітничі ради, взяти до рук всю повноту господарської та політичної влади. Жодна партія чи ідейна група не повинна підміняти собою владу робітничих рад.
Ця неортодоксальна марксистська критика авторитаризму вплинула на соціальні рухи травня 1968 року.